# 112 (liczba)

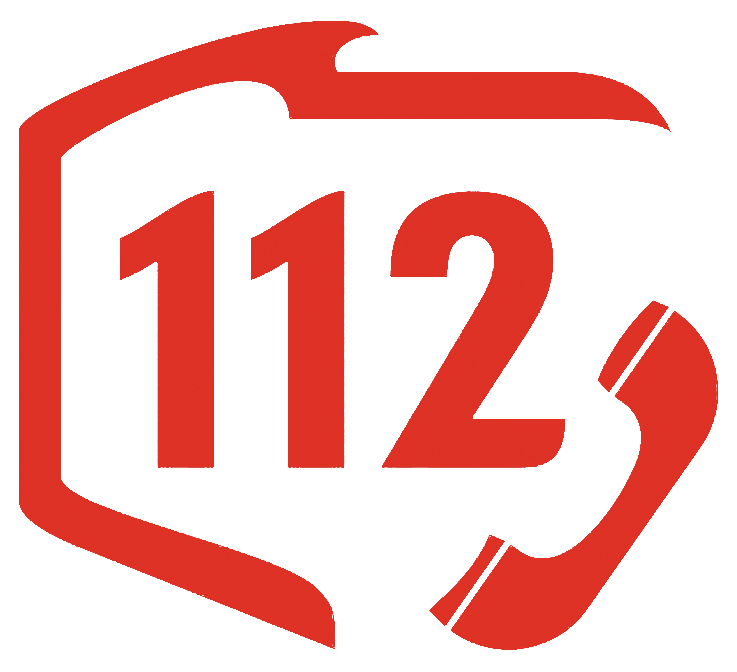
112 numer alarmowy w Polsce

112 (sto dwanaście) – liczba naturalna następująca po 111 i poprzedzająca 113.

## W matematyce
- 112 jest liczbą Harshada[1]
- 112 jest sumą kolejnych sześciu liczb pierwszych (11+ 13 + 17 + 19 + 23 + 29)
- 112 to najmniejsza miara boku trójkąta równobocznego, w którym istnieje punkt, którego odległość od każdego wierzchołka jest liczbą całkowitą (odległości te wynoszą 57, 65, 73).
- 112 jest palindromem liczbowym, czyli może być czytana w obu kierunkach, w pozycyjnym systemie liczbowym o bazie 3 (11011) i bazie 13 (88)
- 112 należy do 11 trójek pitagorejskich (15, 112, 113), (66, 112, 130), (84, 112, 140), (112, 180, 212), (112, 210, 238), (112, 384, 400), (112, 441, 455), (112, 780, 788), (112, 1566, 1570), (112, 3135, 3137).

## W nauce
- liczba atomowa koperniku (Cn)
- galaktyka NGC 112
- planetoida (112) Iphigenia
- kometa krótkookresowa 112P/Urata-Niijima

## W metrologii
- 112 liczba funtów w cetnarze

## W kalendarzu
112. dniem w roku jest 22 kwietnia (w latach przestępnych jest to 21 kwietnia). Zobacz też co wydarzyło się w roku 112, oraz w roku 112 p.n.e.